# Gibswil
Gibswil är en ort i kommunen Fischenthal i kantonen Zürich, Schweiz. 